# Жовтоволик
Жовтоволик (Calidris subruficollis) — вид сивкоподібних птахів родини баранцевих (Scolopacidae).

## Поширення
Мешкає в центральній частині арктичної Канади, на півночі Аляски, на острові Врангеля, на півночі Чукотського півострова та на острові Айон. Зимує в Південній Америці від південно-східної Болівії та Парагваю до південної Бразилії, Уругваю та центрально-східної Аргентини. Зрідка залітає до Європи.

## Опис
Довжина тіла 18–20 см, оозмах крил 43–47 см, маса тіла самців 53–117 г; самиць 46–81 г. Чіткого статевого диморфізму і сезонних змін забарвлення немає. В основному іржаво-коричневого кольору з бежевим білим животом і нижньою частиною грудей. Дзьоб короткий, чорний. Ноги відносно довгі, жовті. У польоті білі плями на нижній стороні крил.

## Спосіб життя
Гніздиться у трав'янистій рівнинній тундрі. Гніздо облаштовує на землі. У кладці, в середньому, 4 яйця. Під час зимівлі трапляється в пампах. Живиться комахами та дрібними безхребетними.